# 清泉インターナショナル学園
清泉インターナショナル学園（せいせんインターナショナルがくえん、英: Seisen International School, SIS）は、東京都世田谷区にあるインターナショナルスクール。設立母体は、カトリック女子修道会である聖心侍女修道会。
学校法人の寄附行為第4条や組織図における日本語表記の正式名は「清泉インターナショナル学園」である。通称名として、英語表記名（公式ウェブサイト参照）のカタカナ発音表記「清泉インターナショナルスクール」で呼称されることがある。

## 概要
清泉インターナショナル学園は、モンテッソーリ教育（幼稚部）と国際バカロレア教育を取り入れたカトリック系の女子校である。幼稚部から高等学部までの教育課程を持ち、幼稚部のみが男女共学、その他は女子校となっている。2020年7月、女子校として日本で最初の国際バカロレア・フルプログラム（PYP〈幼稚園・小学校相当〉、MYP〈中学校相当〉、DP〈高校相当〉）認定校となった。
幼稚園ではモンテッソーリ教育と国際バカロレア教育PYPを実施しており、このプログラムはアジア太平洋地域で2校のみの教育機関である（2019年時点）。その後、小学校から高等学校まで国際バカロレア教育を行っている。
学校のはじまりは1946年（昭和21年）、連合国軍占領下の日本において、アメリカ海軍司令長官の要請によって開設されたアメリカ人子弟のための教育施設であった。建物ははじめ、米軍が接収した旧日本海軍工機学校のものが使われた。
現在の生徒数は680人程度で、国籍は50超に及ぶ。両親ともに日本人である者の入学は、3年以上外国で過ごした経験があり、英語での面接によって入学が許可される可能性がある。
国際バカロレア認定校、CIS認定校、NEASC認定校となっており、卒業生は主に国外の大学に進学する。近年、国際バカロレア入試による国内大学への門戸が広がり、国立大学や私立大学、医学部への進学実績も増えている。
国内の女子校で国際バカロレア教育を学べる教育機関であり、高等学校では英国の義務教育終了資格を取得するためのIGCSEも選択できる。大学進学率は100%であり、日本国内におけるインターナショナルスクールで、歴史と実績において名門校の一つと認識されている。

### 沿革
《出典：》
- 1961年（昭和36年）6月 - 渋谷区代々木における清泉インターナショナル学園の設置が認可される。
- 1962年（昭和37年）3月 - 品川区五反田（現・清泉女子大学敷地内）に移転。
- 1972年（昭和47年）9月 - 五反田から世田谷区用賀に移転。

## 学校生活

### 施設
1972年（昭和47年）に五反田より現在の用賀（東京都世田谷区用賀1丁目12番15号）に移った。
教室数　35、屋内遊技場　3、多目的室　1、多機能を備えたドラマルーム　1、調理室　1、音楽室　1、エレメンタリー用ESL室　1、美術室　1、科学室　1、コンピュータールーム　1、情報技術室　1
このほかにカフェテリア、アクティビティールーム、エレメンタリー用図書室、ハイスクール用図書室、ロッカールーム完備の体育館、キンダーガーテン用ホール（グランドピアノ完備）、2面テニスコート、保健室、チャペル、3つの校庭とキンダーガーテン用園庭（砂場、滑り台2の設備がある）、駐車場がある。
サッカー部と水泳部はセント・メリーズ・インターナショナル・スクールの施設を借りて活動している。

### 学期
1年が4学期に分かれている。1学期は8月第3週目から10月3週目まで。2学期は10月4週目から翌年1月3週目まで。3学期は1月4週目から4月1週目まで。4学期は4月2週目から6月2週目まで。尚、幼稚園は6月2週目から6月4週目までサマースクールが行われ、在校生に限らず一般、また翌年度の入学予定者が参加している。

### 進路
（国内）
東京大学、慶応義塾大学、早稲田大学、上智大学、国際基督教大学、明治大学、筑波大学、北海道大学、京都大学、大阪大学 など
（国外）
ハーバード大学、プリンストン大学、コロンビア大学、ダートマス大学、マサチューセッツ工科大学、ペンシルバニア大学、カリフォルニア大学バークレー校・ロサンゼルス校、ワシントン大学、オックスフォード大学、ケンブリッジ大学、ロンドン大学、インペリアル・カレッジ・ロンドン、オーストラリア国立大学、メルボルン大学、トロント大学、ブリティッシュコロンビア大学、マギル大学、ソウル大学、香港大学 など

### 学内イベント

#### フェスティバル　オブ　ネイション
毎年、10月頃に開催される年に1度の学内最大のイベント。　2007年は10月14日（土）開催だった。2008年は10月4日（土）、2009年は10月3日（土）開催。SPA（清泉ペアレントアソシエーション）が主催のお祭りで、エンターテイメントステージでは国際色豊かな在校生徒達のパフォーマンスが行われたり、豪華な賞品が当たるラッフル（宝くじ）の抽選会が行われる（賞品は主に大企業からの寄付である）。また、来場の子供達向けに在校生が中心となって開くゲームブース。カントリーブースでは各国の民族料理が味わえ、物産の販売もある。ホワイトエレファントと呼ばれるリサイクルショップもある。入場は無料で、学校関係者だけではなく一般客も入場できる。毎年およそ6000人の来場がある。

#### ビンゴ
毎年、2月前半頃に開催されるSPA主催の歴史あるイベント。大抵開催日は週末の夕方から夜で、在校生とその家族のほか近隣からも一般客の来場がある。カフェテリアでは軽食やお菓子、ソフトドリンクが販売される。またバーカウンターも設置され、アルコールも楽しめる。体育館では前半に子ども向けのビンゴが行われ、後半には大人向けのビンゴ大会が開かれる。（賞品は主に大企業からの寄付である）会場にもボランティアの生徒が販売にくることもある（生徒によるアルコール販売は一切ない）。

## 著名な出身者
- LISA - m-floボーカリスト。
- 宇多田ヒカル - 中学校
- MAYA - XGメンバー